# Bernardia amazonica
Bernardia amazonica är en törelväxtart som beskrevs av Léon Camille Marius Croizat. Bernardia amazonica ingår i släktet Bernardia och familjen törelväxter. Inga underarter finns listade i Catalogue of Life.